# Elezioni regionali in Italia del 2023
Nel corso del 2023 si svolsero elezioni regionali in 5 regioni italiane (3 a statuto ordinario e 2 a statuto speciale).
Le elezioni si tennero in Lazio e Lombardia (domenica 12 e lunedì 13 febbraio), Friuli-Venezia Giulia (domenica 2 e lunedì 3 aprile), Molise (domenica 25 e lunedì 26 giugno) e Trentino-Alto Adige (domenica 22 ottobre).

## Elezione dei presidenti di regione
| Regione                                                                                           | Candidati                          | Candidati                          | Candidati                       | Candidati                         | Candidati | Presidenti uscenti | Presidenti uscenti                       |
| Regione                                                                                           | Movimento 5 Stelle                 | Centro-sinistra                    | Terzo Polo                      | Centro-destra                     | Altri | Presidenti uscenti | Presidenti uscenti                       |
| ------------------------------------------------------------------------------------------------- | ---------------------------------- | ---------------------------------- | ------------------------------- | --------------------------------- | --- | ------------------ | ---------------------------------------- |
| Regione                                                                                           |                                    |                                    |                                 |                                   | Altri | Presidenti uscenti | Presidenti uscenti                       |
| Lazio (12-13 febbraio)                                                                            | Donatella Bianchi (Ind.) 10,75%    | Alessio D'Amato (PD) 33,49%        | Alessio D'Amato (PD) 33,49%     | Francesco Rocca (Ind.) 53,89%     | - Sonia Pecorilli (PCI) 0,98% - Rosa Rinaldi (UP) 0,88%                                                        |                    | Daniele Leodori (PD) vicepresidente f.f. |
| Lombardia (12-13 febbraio)                                                                        | Pierfrancesco Majorino (PD) 33,93% | Pierfrancesco Majorino (PD) 33,93% | Letizia Moratti (Ind.) 9,87%    | Attilio Fontana (LSP) 54,67%      | Mara Ghidorzi (UP) 1,53%                                                                                       |                    | Attilio Fontana (LSP)                    |
| Friuli-Venezia Giulia (2-3 aprile)                                                                | Massimo Moretuzzo (PpA) 28,37%     | Massimo Moretuzzo (PpA) 28,37%     | Alessandro Maran (IV) 2,73%     | Massimiliano Fedriga (LSP) 64,24% | Giorgia Tripoli (IL) 4,66%                                                                                     |                    | Massimiliano Fedriga (LSP)               |
| Molise (25-26 giugno)                                                                             | Roberto Gravina (M5S) 36,32%       | Roberto Gravina (M5S) 36,32%       | –                               | Francesco Roberti (FI) 62,24%     | Emilio Izzo (INVISN) 1,44%                                                                                     |                    | Donato Toma (FI)                         |
| Provincia autonoma di Trento (22 ottobre)                                                         | Alex Marini (M5S) 1,92%            | Francesco Valduga (Ind.) 37,50%    | Francesco Valduga (Ind.) 37,50% | Maurizio Fugatti (LSP) 51,82%     | - Filippo Degasperi (UP) 3,81% - Marco Rizzo (DSP) 2,26% - Sergio Divina (APT) 2,22% - Elena Dardo (Alt) 0,48% |                    | Maurizio Fugatti (LSP)                   |
| L'elezione diretta del presidente non è prevista nella Provincia autonoma di Bolzano (risultati). |                                    |                                    |                                 |                                   | |                    |                                          |